# دافي باكر
دافي باكر (16 يناير 1972 بروتردام في هولندا - ) (بالهولندية: Davy Bakker)‏ هو لاعب كريكت هولندي. شارك مع منتخب هولندا للكريكت.

## وصلات خارجية
- دافي باكر على موقع إي آس بي آن كريك إنفو (الإنجليزية)